# Jaux
Jaux is een gemeente in Frankrijk. Het ligt aan de rivier de Oise. De gemeente telde 2.240 inwoners op 1 januari 2022.
Er ligt station Jaux.

## Geografie
De oppervlakte van Jaux bedroeg op 1 januari 2022 8,63 vierkante kilometer; de bevolkingsdichtheid was toen 259,6 inwoners per km².

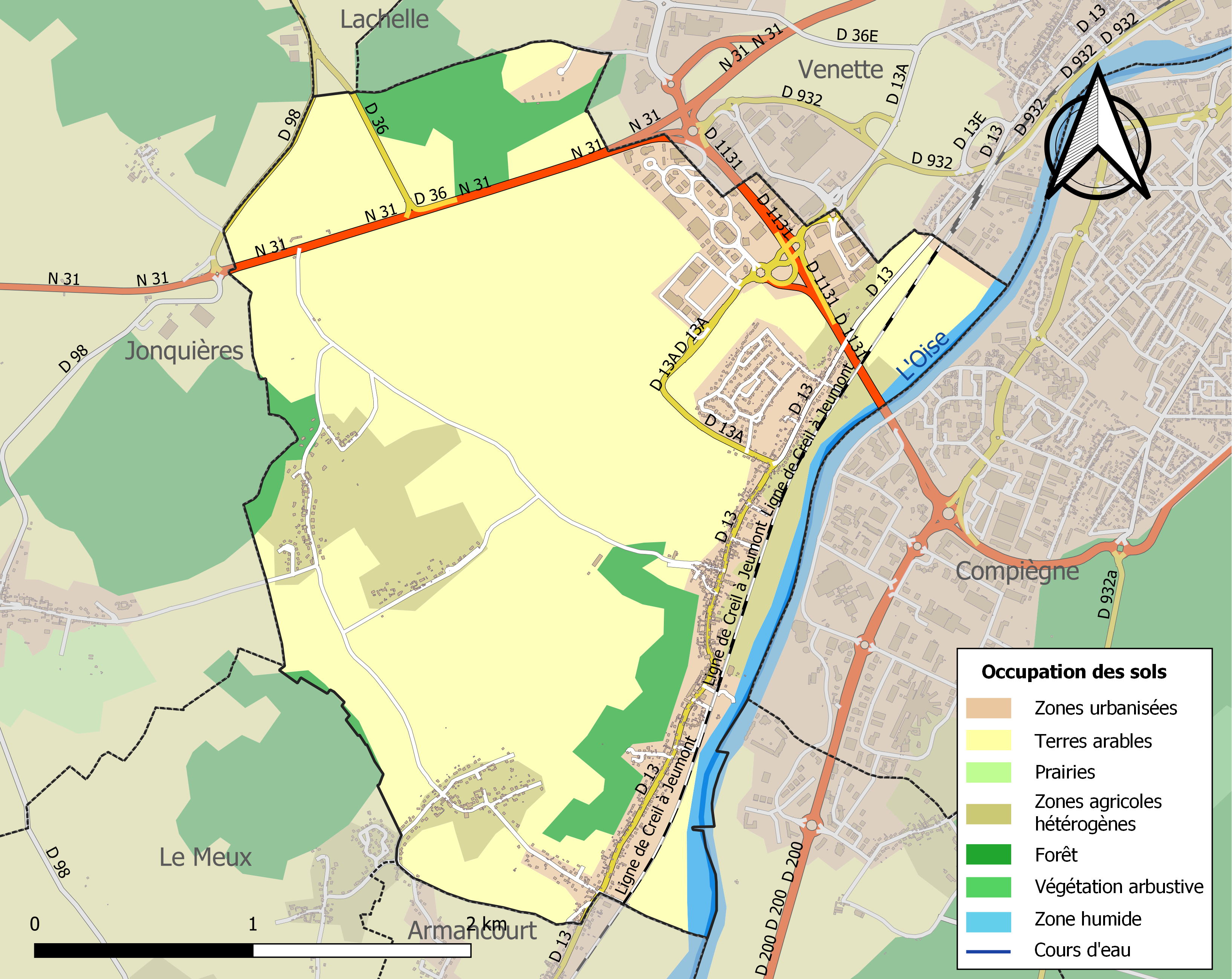
Kaart van de gemeente met belangrijkste infrastructuur, bodemgebruik en omliggende gemeenten

## Demografie
Onderstaande figuur toont het verloop van het inwonertal, bron: INSEE-tellingen. 

## Websites
- (fr)  Statistische informatie op de website van INSEE